# Rainer Schlutter
Rainer Schlutter (né le 14 septembre 1946 à Greiz) est un footballeur et entraîneur est-allemand.

## Biographie
En tant que milieu de terrain, Rainer Schlutter fut international est-allemand à cinq reprises (1970-1971) pour aucun but inscrit. Sa première sélection fut honorée contre l'Irak et la dernière contre la Yougoslavie. Il connut quatre victoires et une défaite. 
Il commença avec un club de sa ville natale, le BSG Chemie Greiz, jusqu'en 1966, date à laquelle il joua pour le FC Carl Zeiss Iéna. Avec ce club, il remporta deux coupes de RDA et deux fois le championnat.
Il fut entraîneur après la réunification pendant une saison avec le 1.SV Gera. Il s'occupe actuellement du football au niveau du land de Thuringe.

## Clubs

### En tant que joueur
- 19??-1966 :  BSG Chemie Greiz
- 1966-1977 :  FC Carl Zeiss Iéna

### En tant qu'entraîneur
- 1999-2000 :  1.SV Gera

## Palmarès
- Coupe d'Allemagne de l'Est de football

- - Vainqueur en 1971 et en 1973
  - Finaliste en 1968
- Championnat de RDA de football
  - Champion en 1968 et en 1970
  - Vice-champion en 1969, en 1971, en 1973, en 1974 et en 1975